# Camarosporium dalmaticum
Espèce
Camarosporium dalmaticum est une espèce de champignons microscopiques parasites. Sur l'Olivier, il provoque une maladie des fruits connue sous le nom de dalmaticose.

## Classification
« Les caractéristiques morphologiques des picnides et des conidies formées dans les lésions des olives et dans les milieux de culture correspondent au champignon Camarosporium dalmaticum décrit par Zachos et Tzavella-Klonari (1979). Les récentes reclassifications de ce champignon comme Fusicoccum dalmaticum (AA et Vanev, 2002) et Botryosphaera dotidea (anamorphe Fusicoccum aesculi, Philips et al. 2005), joint à la grande variabilité observée sur la forme, la taille et la coloration des conidies, a conduit à réaliser des études plus détaillées sur la caractérisation de ce pathogène (Gonzalez et Trapero 2006). »

— trad. de Gonzalez, Vargas-Osuna, Trapero (2006), p. 720
En France, les publications actuelles décrivent ce champignon comme saprophyte. En Espagne et en Italie, il est décrit comme pathogène en 2005 et 2006. L'infestation des olives de la campagne oléicole 2014-2015 pourrait faire changer la classification.
Cette espèce a été initialement décrite par Felix von Thümen, en 1884, sous le nom de Phyllosticta dalmatica et par la suite transférée successivement dans d'autres genres sous les noms de Phoma dalmatica, Macrophoma dalmatica, Sphaeropsis dalmatica et Camarosporium dalmaticum. En 2005, Phillips et al. ont établi que tous ces noms sont des synonymes de Fusicoccum aesculi, qui est la forme anamorphe de Botryosphaeria dothidea.

## Symptômes
Sur les drupes, le champignon envahit les tissus autour de la cavité de dépôt des conidies et s'enfonce jusqu'à atteindre le noyau du fruit. À l'extérieur, il se forme une airé nécrosée, l'écusson, de presque 1 cm de diamètre, de couleur brun-noirâtre, déprimée, parsemée de petits points noirs, les pycnides, qui constituent les conidiophores lesquelles sont les fructifications du parasite. Les olives atteintes de la dalmaticose vont tomber de manière précoce. Ces olives ainsi atteintes ne sont plus commercialisables, spécialement celles destinées à la conserverie de table.
L'attaque marque, en finale, un dessin en forme de petit bouclier ou écu, d'où le nom espagnol d'escudete.

## Dissémination
Le champignon parasite est diffusé par un insecte, la Cécidiomye de l'olive (Prolasioptera berlesiana), un parasitoïde de la Mouche de l'Olive (Bactrocera oleae). La Cécidomyie pond dans le trou de ponte de la Mouche de l'Olive et inocule le champignon dont elle véhicule les conidies.

### Infestation du fruit
Une récente publication du Centre technique de l'Olivier (France) démontre que l'infestation du fruit se fait lorsqu'il y a une blessure de la peau de l'olive, les conidies sont aussi amenées par l'air ambiant sur la blessure du fruit. Ceci confirme les travaux des chercheurs espagnols  selon lesquels il peut y avoir infestation de C. camarosporum sans trou de ponte de B. olea ni ponte de L. berlesiana (Cécidomyie). Il est également précisé que le champignon « C. dalmaticum se développe sur le vitellus de l'œuf de Bactrocera oleae ».
Cette infestation d'un fruit sain se comprend si l'on considère que la peau de l'olive (tégument) est parsemée de lenticelles. Ce sont de petits orifices (pores) qui permettent à l'air et aux gaz de circuler. Avec la condensation de la rosée du matin, la conidie germe en émettant un filament de champignon qui pénètre dans le fruit et l'envahit.

## Lutte et traitements
La lutte contre C. dalmaticum passe par l'emploi de fongicides à base de cuivre ou de zinc. Une étude a notamment relevé une certaine l'efficacité du Nordox, un fongicide à base d'oxyde de cuivre et du Moncozèbe, un fongicide dont le composé est issu de la famille des carbamates. Le premier empêche l'installation du mycélium de C. dalmaticum, tandis que le second va intégrer la plante. 
Il convient d'intervenir au moment où l'olive commence à grossir et atteint la taille d'un demi-centimètre de diamètre. C'est le moment où elle va commencer à attirer la Mouche de l'Olive qui va pondre dans le fruit. La période est la mi-juin.
L'utilisation de fongicides systémiques ne doit se faire qu'en cas d'infestation grave et répétée.